# Медаль «За заслуги в военном сотрудничестве»
Медаль «За заслуги в военном сотрудничестве» (азерб. «Hərbi əməkdaşlıq sahəsində xidmətlərə görə» medalı) — государственная награда Азербайджанской Республики. Учреждена законом Азербайджанской Республики № 328-IIГ от 17 мая 2002 года.

## Основания для награждения
Медалью «За заслуги в военном сотрудничестве» награждаются военнослужащие Азербайджанской Республики и иностранных государств и иные лица за заслуги в укреплении военного сотрудничества с Азербайджанской Республикой. 

## Способ ношения
Медаль «За заслуги в военном сотрудничестве» носится на левой стороне груди, а при наличии других орденов и медалей Азербайджанской Республики — после медали «За отличие на границе».

## Описание медали
Медаль «За заслуги в военном сотрудничестве» состоит из позолоченной круглой пластины диаметром 35 мм, отлитой из латуни вместе с узкой пластиной с национальным орнаментом. На лицевой стороне медали изображен щит с помещенной на нем восьмиконечной звездой. Выше щита по дуге написано «Азербайджанская Республика», посредине звезды — «За заслуги в военном сотрудничестве», ниже щита помещаются две скрещенные сабли, слева от щита — венок из лавровых листьев, а справа — из дубовых листьев. Между внутренним контуром дуги и внешним контуром звезды изображены рельефные лучи. Звезда — белого, сабли — серебристого, остальные изображения — золотистого цветов. Оборотная сторона представляет собой гладкую поверхность. Медаль соединяется при помощи крючка и петли с прямоугольной шелковой лентой размером 27 мм х 43 мм, имеющей элемент для крепления к 
одежде. На шелковой ленте на фоне зеленого цвета от краев к центру последовательно изображены вертикальные полосы шириной 1 мм золотистого цвета, шириной 3 мм голубого и красного цветов. К медали прилагается обернутая в аналогичную шелковую ленту планка размером 27 мм х 9 мм, имеющая элемент для крепления к одежде.